# Maison d'Ugaïn
La Maison de Ugaïn ou clan d'Ugaïn est un clan du khanat des Bulgares du Danube qui arrive au pouvoir avec le khan Teletz, qui a régné de 760 à 763 ou de 762 à 765, seul khan qui ait appartenu à ce clan.
Teletz succède à Vinekh, dernier khan de la dynastie Doulo selon certaines sources ou khan de la Maison de Vokil selon d'autres, qui avait été assassiné. Le milieu du VIIIe siècle est pour les Bulgares du Danube une période de graves troubles politiques marqués par les luttes entre clans rivaux et les divergences sur les relations à avoir avec l'Empire byzantin. Teletz lui-même est assassiné après trois ans de règne.